# Sa vz. 23
Sa. 23 (Sa.25, Sa-48b, samopal vz.48b, samopal vzor 48 výsadkový, в переводе с чешского «пистолет-пулемёт десантный») — пистолет-пулемёт чехословацкого производства конструкции Я. Холечека, имевший передовую для своего времени компоновку — магазин вставлялся, как в обычном пистолете, в рукоятку оружия, а затвор в крайнем переднем положении «набегал» на ствол.
Это был первый в мире серийный ПП, созданный по этой схеме, в дальнейшем получившей большое распространение. Но опытные образцы похожих по схеме ПП появились ещё во время Второй мировой войны. Так, в 1942 году свой экспериментальный пистолет-пулемёт представил советский конструктор Николай Рукавишников. А в 1944 году в Великобритании был создан MCEM 2.

## История создания
Производство оружия началось в 1949 году (как CS-UB), а в начале 1950 оба варианта были переименованы в Sa. 23 (неподвижный деревянный приклад) и Sa. 25 (складной плечевой упор).

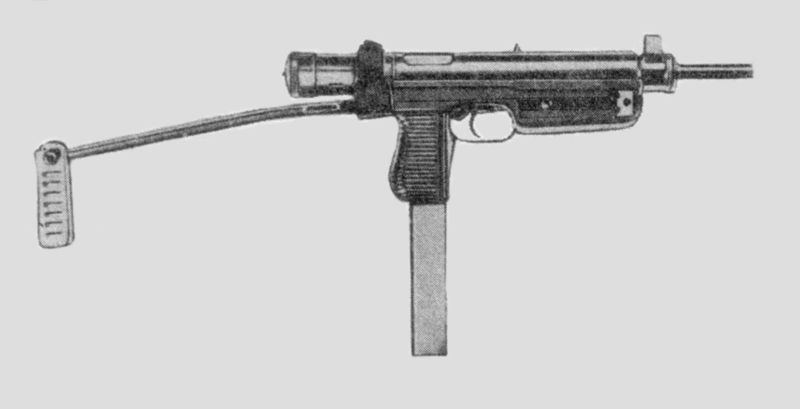
Sa. 25

Позднее в том же году чехословацкая армия, под давлением со стороны Советского Союза, вместо пистолетного патрона 9×19 мм Парабеллум ввела боеприпас 7,62×25 мм ТТ. Пистолеты-пулемёты были быстро конвертированы под новый патрон (что упрощалось тем, что гильзы патронов ТТ и Парабеллум имеют идентичные донца, то есть изменения требовалось внести лишь в ствол оружия), и впоследствии были вновь приняты в 1951 году, уже как Sa. 24 (деревянный приклад) и Sa. 26 (складной плечевой упор). Следует отметить, что основные характеристики оружия от введения нового, более мощного патрона только выиграли.
Общий объем производства всех моделей составил приблизительно 136 000 экземпляров.

## Устройство
Sa. 23 использует автоматику со свободным затвором. Огонь ведётся с открытого затвора. Режим стрельбы зависит от глубины нажатия на спусковой крючок: короткое нажатие вызывает одиночный выстрел, более глубокое — автоматический огонь. Затворная коробка и кожух ствола выполнены из стальной трубчатой заготовки.

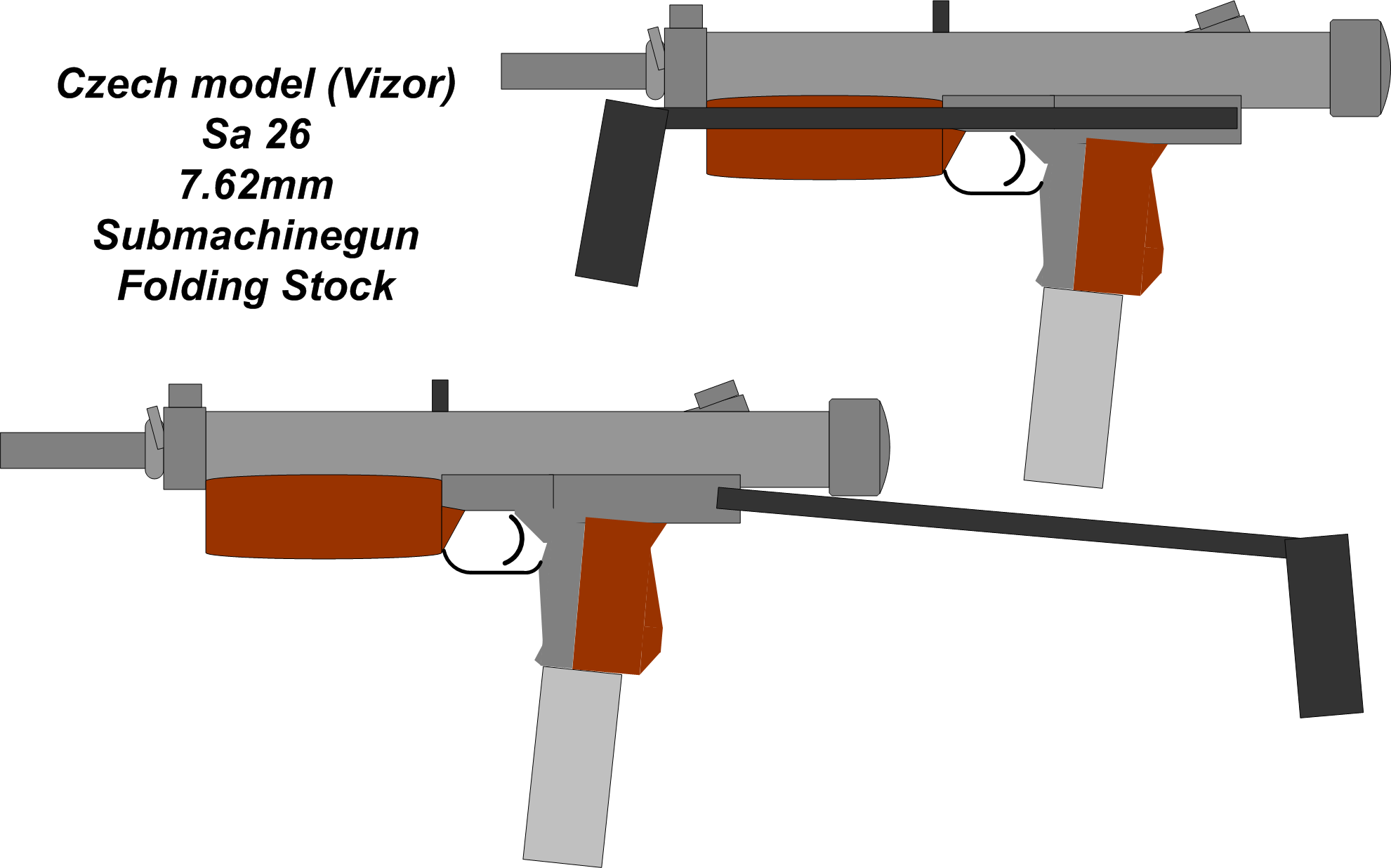
Складной приклад. В сложенном положении плечевой упор формирует рукоятку управления. В отличие от 9-мм образцов, магазин и рукоятка 7,62-мм вариантов расположены под заметным углом.

## Копии и подражания
Иногда упоминается, что ПП Sa. 23 послужил прототипом для знаменитого Uzi.
Когда правительство Израиля приняло решение создать своё оружие, простое в производстве и эксплуатации, в конкурсе победил проект молодого офицера Узиэля Галя, принятый на вооружение в 1954 году под названием «Узи», который по сути повторял чехословацкую конструкцию, но в более технологичном и адаптированном для условий войны в песчаной пустыне виде (что выразилось в наличии в боковинах затворной коробки больших выштампованных «карманов» для отвода песка и грязи от затвора, также служивших рёбрами жёсткости, и введении её откидной крышки, что на порядок повысило удобство чистки оружия в сравнении с неразъёмной трубчатой ствольной коробкой чешского прототипа).
Впоследствии вариант Sa. 23 выпускался в ЮАР в 1977—1980 годах как самозарядный карабин Sanna 77.
За последовавшие десятилетия характерная для Sa. 23 и «Узи» компоновка стала практически общепринятой для малогабаритных ПП, в ней было создано множество образцов, таких как MAC-10, MPi 69, Steyr TMP, ПП-2000, MP7 и другие.

## Состоит/состоял на вооружении
- Вьетнам
- Гвинея
- Гренада
- Камбоджа
- Куба
- Мозамбик
- Нигерия
- Никарагуа
- Родезия
- Румыния
- Словакия
- Сомали
- Сирия
- Танзания
- Чехословакия
- ЮАР